# Annibale Frossi
Annibale Frossi (ur. 6 sierpnia 1911 w Muzzana del Turgnano, zm. 26 lutego 1999 w Mediolanie) – włoski piłkarz występujący na pozycji napastnika oraz trener piłkarski. Grał kolejno w takich klubach jak Udinese Calcio, Calcio Padova, AS Bari i L’Aquila Calcio, AS Ambrosiana i Pro Patria. Razem z AS Ambrosiana (pod tą nazwą występował wówczas Inter Mediolan) Frossi w 1938 i 1940 wywalczył mistrzostwo Włoch, a w 1939 zdobył Puchar Włoch. W Interze w 125 meczach strzelił 40 bramek. W latach 1956–1957 Frossi pełnił rolę trenera Interu.